# SEA-ME-WE 4
SEA-ME-WE 4 oder South-East Asia – Middle East – Western Europe 4 ist ein Seekabel, das Europa und Asien miteinander verbindet. Es wurde im Dezember 2007 in Betrieb genommen. Das Kabel ist etwa 18.800 Kilometer lang.
Die Ausführung erfolgt überwiegend als Seekabelsystem mit einer kurzen Landstrecke in Ägypten. Zur Kapazitätssteigerung und zur Verbesserung der Signalqualität wird Wavelength Division Multiplexing eingesetzt.
SEA-ME-WE 4 ist das vierte aus einer Familie von mehreren ähnlich benannten großen Seekabeln zur Verbindung Europas mit Asien. Weitere Kabel sind SEA-ME-WE 3 und SEA-ME-WE 5.

## Geschichte
SEA-ME-WE 4 wurde durch ein Konsortium von 16 Telekommunikationsunternehmen realisiert. Das Kabelsystem gehört zur SEA-ME-WE-Serie von Unterseekabeln. Das erste dieser Kabel – SEA-ME-WE 1 – wurde 1986 als Koaxialkabel zur Übertragung von Telefonsignalen zwischen Europa, dem Mittleren Osten und Südostasien fertiggestellt. Zum Zeitpunkt seiner Fertigstellung war es mit 13.585 km das längste Telefonkabel der Welt und das erste derartige, das im Indischen Ozean verlegt wurde. Die maximale Bandbreite dieses Kabels wurde mit 25 MHz veranschlagt. Später genügte SEA-ME-WE 1 den gestiegenen Anforderungen nicht mehr, was zu den Folgeprojekten führte. 1994 wurde SEA-ME-WE 2 als glasfaseroptisches System von 18.751 Kilometern Länge fertiggestellt. Die maximale Datenübertragungsrate erreichte 560 Mbps, was etwa 15 Kabeln vom Typ SEA-ME-WE 1 entsprach. 1999 ging SEA-ME-WE 3 mit einer Kapazität von 2.5 Gbps in Betrieb. 2002 wurde diese auf 10 Gbps erhöht.
SEA-ME-WE 4 wurde durch das Kabellegerschiff Niwa im Betrieb der Emirates Telecommunications and Marine Services verlegt. In der ersten Phase, die sich über 101 Tage hinzog, wurden 3500 km Kabel in Tiefen bis zu 4000 Metern von Frankreich bis ins Arabische Meer verlegt. Der Tsunami im Indischen Ozean 2004 verzögerte den Baubeginn der Phase 2, die unter der Regie von Fujitsu und Alcatel Submarine Networks stattfand.
Am 13. Dezember 2005 gab Fujitsu bekannt, dass das Kabel fertiggestellt sei. Zum Zeitpunkt seiner Fertigstellung besaß das Kabel eine maximale Datenübertragungsrate von 1,28 Tbps. 2015 wurde das SEA-ME-WE 4 auf eine Kapazität von 4,6 Tbps aufgerüstet.

## Topographie

Lage und Landepunkte des SEA-ME-WE-4-Seekabels

Das Kabel hat 17 Landepunkte in 15 Ländern auf zwei Kontinenten und ist in 4 Segmente unterteilt:

### Segmente
1. Tuas – Mumbai
2. Mumbai – Sues
3. Sues – Kairo
4. Kairo – Marseille

### Landepunkte
1. Marseille, Frankreich
2. Annaba, Algerien
3. Bizerte, Tunesien
4. Palermo, Italien
5. Alexandria, Ägypten
6. Kairo, Ägypten (Landleitung)
7. Sues, Ägypten (Landleitung/Ende)
8. Dschidda, Saudi-Arabien
9. Fudschaira, Vereinigte Arabische Emirate
10. Karatschi, Pakistan
11. Mumbai, Indien
12. Colombo, Sri Lanka
13. Chennai, Indien
14. Cox’s Bazar, Bangladesch
15. Satun, Thailand
16. Malakka, Malaysia
17. Tuas, Singapur

## Betreiberunternehmen
| Unternehmen                                                       | Land                         |
| ----------------------------------------------------------------- | ---------------------------- |
| Algerie Telecom                                                   | Algerien                     |
| Bharti Airtel (Bharti Infratel Limited)                           | Indien                       |
| Bangladesh Telegraph and Telephone Board (BTTB)                   | Bangladesch                  |
| CAT Telecom                                                       | Thailand                     |
| Etisalat                                                          | Vereinigte Arabische Emirate |
| MCI Communications (vormals MCI UK)                               | Vereinigtes Königreich       |
| Orange (früher France Télécom)                                    | Frankreich                   |
| Pakistan Telecommunication Company Limited (PTCL)                 | Pakistan                     |
| Saudi Telecom Company (STC)                                       | Saudi-Arabien                |
| Singapore Telecommunications (SingTel)                            | Singapur                     |
| Sri Lanka Telecom (SLT)                                           | Sri Lanka                    |
| Tata Communications (vormals: Videsh Sanchar Nigam Limited, VSNL) | Indien                       |
| Telecom Egypt (TE)                                                | Ägypten                      |
| Telecom Italia                                                    | Italien                      |
| Telekom Malaysia                                                  | Malaysia                     |
| Tunisie Telecom                                                   | Tunesien                     |

## Geheimdienstliche Überwachung
Im August 2013 berichtete die Süddeutsche Zeitung, dass unter Führung des britischen Geheimdienstes GCHQ mit Unterstützung der National Security Agency der Zugang zu dem Kabelsystem gelungen ist. Die Zeitung zitiert Edward Snowden als Quelle dieser Information. Nach Angaben des Nachrichtenmagazins Der Spiegel ist es der US-amerikanischen National Security Agency (NSA) auch gelungen, Informationen über das Netzwerkmanagement des Seekabelsystems zu erlangen. Dazu hackte die NSA eine Webseite des Betreiberkonsortiums.